# 司文
司文（挪威語：Svein Ole Sæther，1948年7月26日—）是一位挪威外交官，曾任挪威驻土耳其、阿塞拜疆、以色列、塞浦路斯和中国等国的大使。

## 经历
司文出生于挪威阿克什胡斯郡利勒斯特伦。他于1976年在奥斯陆大学获政治学硕士学位。1975年至1977年间，司文在挪威外交部接受了外交服务培训。1977至1980年間在曼谷擔任挪威駐泰國大使館二等秘书；1980年至1983年則赴瑞士日内瓦任挪威常驻联合国代表处一等秘书。1983年起回国在外交部任职，先后担任政治事务司高级执行官（1983－1986）、政治事务司首要官员（1986－1987）和裁军事务特别顾问（1987－1992）。1992年起赴安卡拉担任挪威驻土耳其大使，1993年起兼任挪威驻阿塞拜疆大使，两项职务均在1997年卸任。1997年至2001年间赴特拉维夫任挪威驻以色列大使，同时兼任挪威驻塞浦路斯大使。2001年至2007年任挪威外交部联合国、和平和人道主义事务司（Avdeling for FN, fred og humanitære spørsmål）司长。2007年12月11日起开始担任挪威驻华大使。2008年4月3日正式递交国书。
2010年，司文在任驻华大使期间，挪威诺贝尔委员会将当年的诺贝尔和平奖颁发给中国持不同政见者刘晓波，引发中国的不满，中挪關係因此恶化，两国之间的交流也就此中断。之后司文的任期雖然已满，但挪威外交部担心态度强硬的中方可能会拒绝接受新大使的任命，于是一直未能任命新任驻华大使，司文也因此继续留任驻华大使一职。直至2017年中挪两国恢复关系后，司文于同年离任，裴凯儒（Geir O. Pedersen）接任驻华大使。而司文也成為挪威史上任期最長的駐華大使。

## 个人生活
司文的妻子艾丽·塞特（Eli Sæther），婚前姓巴斯塔（Barstad），曾在挪威任教师，每年春节驻华大使馆闭馆期间仍会回到挪威执教。二人14岁相识相恋至今，结婚已有40余年。二人共同育有一女，女儿从美国某大学毕业后在挪威国家石油公司任职。
司文擅长弹奏钢琴，喜爱阅读鲁迅的小说作品，喜欢观鸟、打网球。中挪关系恶化后，司文的会议安排大大减少，空闲时间增加，“网球技术大有长进”。